# آندریا کاتلانی
آندریا کاتلانی (انگلیسی: Andrea Catellani؛ زادهٔ ۲۶ مهٔ ۱۹۸۸) بازیکن فوتبال اهل ایتالیا است.
از باشگاه‌هایی که در آن بازی کرده‌است می‌توان به باشگاه فوتبال اسپتزیا، باشگاه فوتبال مودنا، باشگاه فوتبال کاتانیا، باشگاه فوتبال رجانا، و باشگاه فوتبال ساسولو اشاره کرد.